# Réalisatrices équitables
Réalisatrices équitables est un organisme à but non lucratif de Montréal, au Canada, fondé en 2007. Ses membres sont des réalisatrices professionnelles de cinéma, de télévision et de contenus web. Elles œuvrent dans divers domaines des arts médiatiques : documentaire, fiction, animation et nouveaux médias. Réalisatrices équitables a comme mandat l'atteinte de l'équité pour les réalisatrices au Québec et au Canada, et de faire en sorte qu'une place plus juste soit accordée à l'imaginaire féminin sur tous les écrans. Réalisatrices équitables cherche aussi à valoriser les réalisatrices et leurs œuvres.
Réalisatrices équitables est né à la suite d'une rencontre organisée par les réalisatrices québécoises Ève Lamont et Isabelle Hayeur avec la cinéaste française Coline Serreau, de passage à Montréal pour présenter son film Chaos. Une vingtaine de réalisatrices québécoises sont rassemblées. Lucette Lupien, un des membres fondateurs du groupe "Moitié moitié", anime la rencontre.  Elle met à jour pour l'occasion le nombre de réalisatrices québécoises à recevoir du financement public pour leurs projets, comparé au nombre de réalisateurs masculins. Le nombre très bas, qui n'a pas changé depuis 20 ans, met le feu aux poudres. Les réalisatrices présentes décident de créer un groupe de pression. Une lettre ouverte signée par plusieurs réalisatrices québécoises, qui fait le constat du manque de financement public accordé aux femmes, est publiée dans les journaux du Québec le 3 mars 2007.
Depuis sa fondation, l'organisme a publié trois études approfondies: "La Place des réalisatrices dans le financement public du cinéma et de la télévision au Québec" (2008), "Encore pionnières, parcours des réalisatrices québécoises en long métrage fiction" (2011),, et "L'Avant et l'Arrière de l'écran, l'influence du sexe des cinéastes sur la représentation des hommes et des femmes dans le cinéma québécois récent" (2013),. L'organisme a aussi publié un livre sur les réalisatrices de longs métrages de fiction du Québec "40 ans de vues rêvées par des femmes" (2014),, et un portail web sur les réalisatrices de documentaire québécoises: "Les Dames du doc" (2016),.